# دوري قرغيزستان لكرة القدم 2010
دوري قيرغيزستان لكرة القدم 2010 هو الموسم 19 من دوري قيرغيزستان لكرة القدم. كان عدد الأندية المشاركة فيه 9، وفاز فيه FC Neftchi Kochkor-Ata ‏.